# جورج ويب
جورج ويب (بالإنجليزية: George Webb)‏ (1 مايو 1991 في المملكة المتحدة - ) هو لاعب كرة قدم بريطاني في مركز الوسط. لعب مع نادي بورنموث وDorchester Town F.C. ‏ وBournemouth F.C. ‏ وGosport Borough F.C. ‏ وHamworthy United F.C. ‏ وWimborne Town F.C. ‏.

## وصلات خارجية
- جورج ويب على موقع قاعدة بيانات كرة القدم.إي يو (الإنجليزية)
- جورج ويب على موقع قاعدة بيانات كرة القدم.إي يو (الإنجليزية)